# Chronologie de l'ufologie
La présente chronologie de l'ufologie énumère les observations et évènements ufologiques apparentés notoires ou importants. Elle comprend également des cas supposés de rencontres du troisième type et d'enlèvements ou de rencontres du quatrième type. 

## Naissance de l'ufologie
L'expression unidentified flying object (UFO), ou objet volant non identifié (ovni) en français, fut inventée en 1952 par le capitaine américain Edward J. Ruppelt, premier directeur du projet Livre Bleu, afin de remplacer les expressions courantes de flying saucer, ou soucoupe volante, et de flying disc, ou disque volant, propagées par les médias à la suite de l'observation du pilote américain  Kenneth Arnold en 1947, laquelle devait déclencher « la plus formidable controverse parascientifique du XXe siècle », brandissant tout autant l'existence de prototypes secrets américains ou russes que la venue d'extraterrestres sur Terre. En 1959, le néologisme ufology devint d'un usage courant en anglais américain et fit son entrée dans la plupart des dictionnaires.
S'il existe des historiques alternatifs et non scientifiques des ovnis relevant de la  théorie des anciens astronautes et ignorés des revues scientifiques et des livres d'histoire, il n'existe à proprement parler aucune[réf. nécessaire] trace historique faisant mention d'ovnis avant 1947. 

### Liste des principales observations d'ovnis

#### Années 1940
- 1947

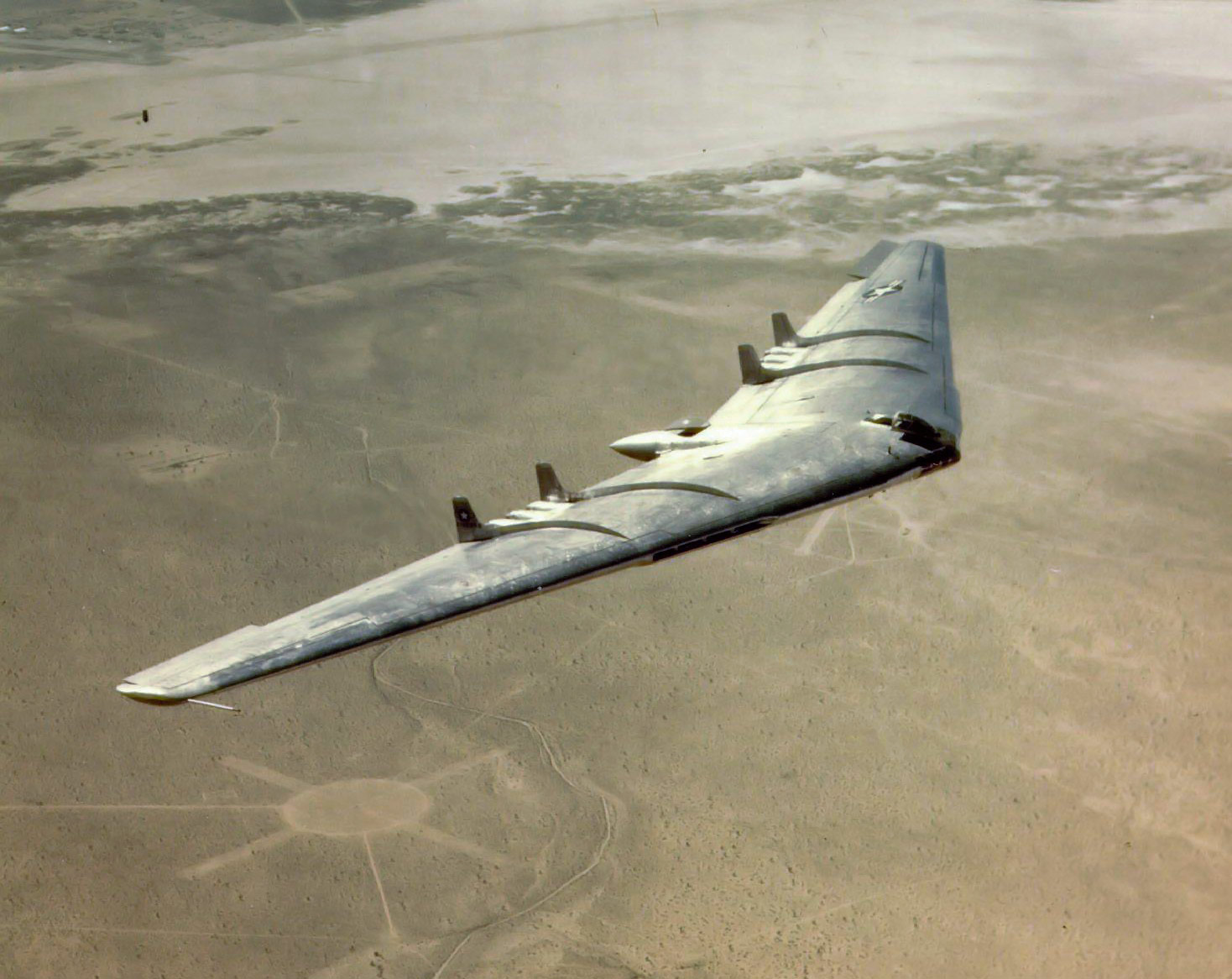
Prototype d'aile volante XB-49 ; premier vol en 1947 ; Northrop développera en 1980 le bombardier furtif B-2 sur la base de ce prototype.

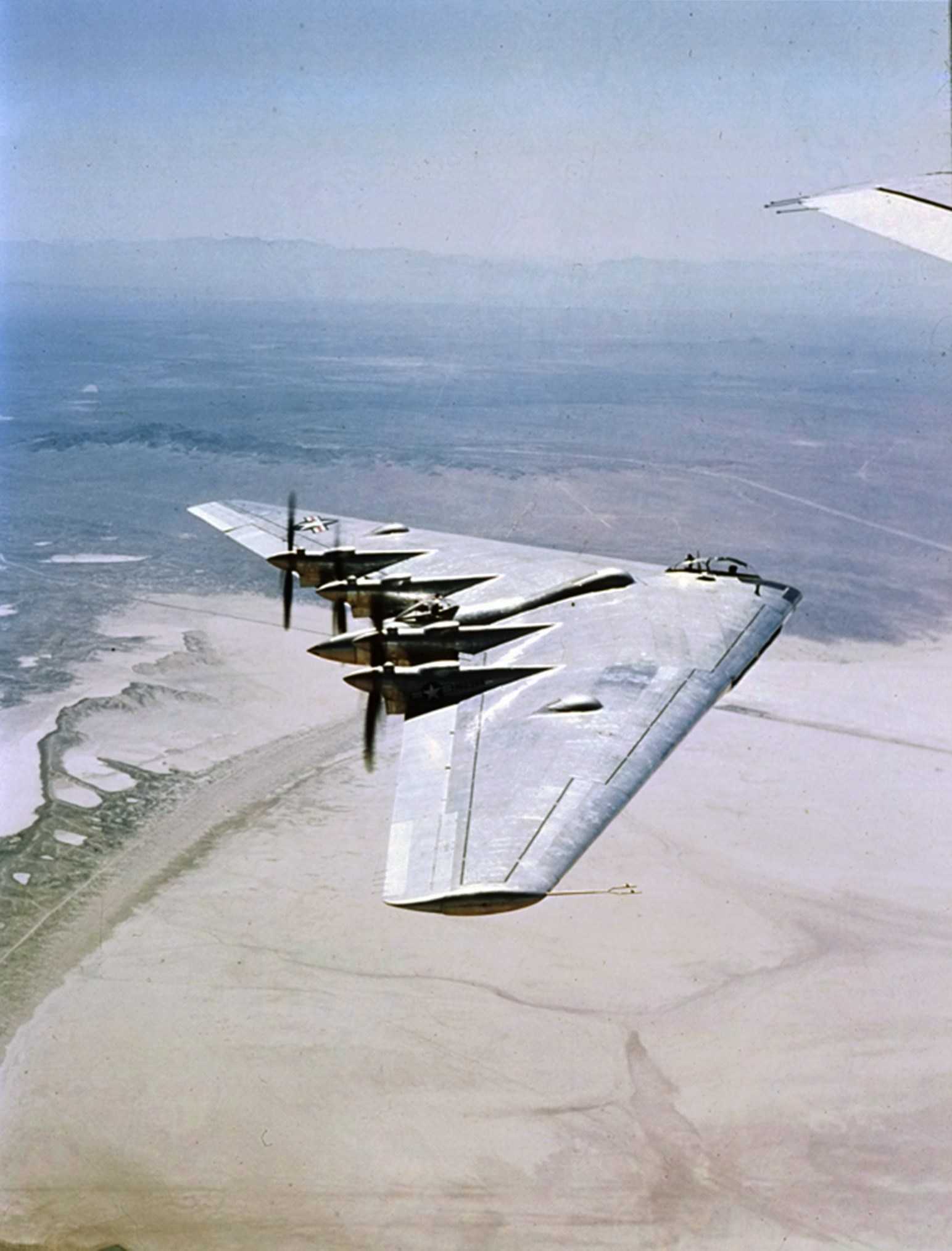
Les ovnis étaient-ils des AVNIs ?
Prototype de bombardier stratégique XB-35 en forme d'aile volante ; premier vol, décollant de Hawthorne : juin 1946.

  - 24 juin : observation de Kenneth Arnold, l'incident qui a popularisé le terme de « soucoupe volante ». Kenneth Arnold, alors jeune pilote privé de l'Idaho, observe lors d'un vol neuf engins non identifiés au-dessus du mont Rainier dans l'État de Washington. S'il décrit les objets comme ayant une forme arrondie à l'avant et triangulaire à l'arrière, Arnold compare leur déplacement à celui de soucoupes volantes ricochant sur l'eau. Dès le lendemain et pour la première fois, les journaux s'emparent des termes flying saucer et flying disk. Les ufosceptiques expliquent cette observation par une méprise avec un vol de pélicans blancs américains. Les scientifiques interviennent dans le débat en tentant de réduire le phénomène des « soucoupes volantes » à de simples illusions ou à des hallucinations, alors que l'armée américaine fait œuvre de double langage, en affirmant au grand public que les soucoupes n'existent pas, alors que dans le même temps, elle effectue de nombreuses enquêtes qui, dans des rapports tenus secrets, affirment la réalité de leur existence.
  - 4 juillet : observation du Capitaine E.J. Smith, de son copilote Ralph Stevens et de l'hôtesse Marty Morrow de onze objets au-dessus de Emmet dans l'Idaho. Cette observation relance l'intérêt pour les observations de « flying saucers » déclenchée par la publication de l'observation d'Arnold.
- 1948
  - 7 janvier : incident de Mantell, au cours duquel Thomas Mantell, pilote de la Garde nationale, envoyé par l'USAF pour une observation, s'écrase avec son avion F-51 en « poursuivant une soucoupe » volante. Les ufosceptiques expliquent ce cas par un ballon Skyhook (en), projet secret de l'armée américaine à l'époque.
  - 24 juillet : Les pilotes de l'Eastern Air Lines, Chiles et Whitted, rapportent l'observation (Chiles-Whitted UFO encounter (en)), au-dessus de Montgomery (Alabama), d'un « cigare volant » au fuselage dépourvu d'ailes et d'ailerons stabilisateurs.

#### Années 1950
- 1950
  - 9 avril : une soucoupe volante est photographiée au-dessus de Fort Worth au Texas.
  - 11 mai : une soucoupe volante est photographiée au-dessus de McMinnville dans l'Oregon.
- 1951
  - À partir de cette année-là, de nombreux groupes d'enquêteurs amateurs se constituent aux États-Unis et en Europe et commencent à recueillir des informations auprès de témoins. Les résultats de leurs travaux sont publiés.
  - Un groupe de dix-huit lumières en triangle est photographié au-dessus de Lubbock au Texas.
- 1952
  - George Adamski publie la photographie très détaillée d'un vaisseau de reconnaissance (scout ship) vénusien, qui s'avère être un canular.
  - 24 juillet : le cas de Carson Sink dans le Nevada, aux États-Unis, se rapporte à une observation de trois objets argentés triangulaires, non détectés au radar, par les pilotes d'un B-25.
  - Du 19 au 26 juillet : Carrousel de Washington, à Washington, dans le District of Columbia, de nombreux témoins et les radars détectent des ovnis. Les avions de chasse interviennent mais sans résultats. Le projet Blue Book expliqua à la presse que l'origine de ce phénomène était une « inversion de température » dans le ciel de Washington provoquée par le conflit entre une couche d'air chaude prise en tenaille entre deux couches d'air plus froides. Cela aurait eu pour effet de provoquer un effet de mirage, en réfléchissant des ondes radar et en réfractant des rayons lumineux venus du sol. Les spécialistes du radar expliquent que ce phénomène est à l'origine de faux échos radar. Cette explication est contestée par certains ufologues.
  - 17 octobre : à Oloron-Sainte-Marie dans les Pyrénées-Atlantiques, des témoins disent avoir observé des objets volants en forme de cigares et de boules lumineuses. Certains des objets auraient explosé au sol avant de se désagréger rapidement.
- 1954 :
  - 16 août : Observation de Tananarive, à Madagascar. Vers 17 h, plusieurs dizaines de milliers de personnes voient une boule verte survoler la ville durant quelques minutes, laissant une traînée derrière elle et changeant plusieurs fois de vitesse et de direction.
  - Automne 1954 : lors de la vague d'observation française de 1954, des milliers d'observations ont lieu sur quelques mois. Cette vague française représente à elle seule 2 % des observations d'ovnis répertoriées dans le monde.
  - L'armée de l'air française crée la Semoc (« Section d'étude des mystérieux objets célestes »), alors que devant l'Académie de médecine, le psychiatre Georges Heuyer tente de ramener les apparitions de soucoupes volantes à des phénomènes de psychose collective.
- 1955
  - Nuit du 21 au 22 août : Rencontre de Kelly-Hopkinsville, la terreur saisit les membres de la famille Sutton qui prétendent observer des créatures « fantomatiques ». Renaud Leclet, du Comité nord-est des groupes ufologiques, propose comme explication pour ce cas une méprise avec des rapaces nocturnes. Ce type d'hystérie collective peut apparaître, selon les experts, chez des personnalités enclines à l'imagination.
- 1956
  - Du 13 au 14 août : en Grande-Bretagne, à Lakenheath, des radars détectent des ovnis. Les avions de chasse tentent de les intercepter sans résultat.
- 1957
  - Dans la nuit du 15 au 16 octobre, près de São Francisco de Sales, au Brésil, un fermier appelé Antonio Villas Boas déclare avoir été hissé à bord d'un ovni par ses occupants et forcé à avoir des rapports sexuels avec une « entité » féminine présente dans l'ovni.
- 1958
  - 16 janvier : à l'île de la Trinité, plusieurs témoins, à bord d'un bateau, aperçoivent un disque volant entouré d'un anneau s'approcher de l'île puis disparaître. Le photographe est connu pour avoir fait des faux.

#### Années 1960
- 1960
  - Création supposée du Collège Invisible, regroupant des spécialistes d'une demi-douzaine de pays.
  - 22 juin : deux campeurs à Clan Lake, aux Territoires du Nord-Ouest du Canada, aperçoivent un ovni qui tombe dans le lac et coule. Bien que la Gendarmerie royale du Canada, l'Aviation royale du Canada, et le Ministère de la défense nationale aient mené des enquêtes pour déterminer si l'objet était une météorite, le dossier reste aujourd'hui « non résolu »[3].
- 1961
  - Betty et Barney Hill livrent le premier récit, largement médiatisé, d'abduction par des extraterrestres. Ce témoignage d'enlèvements par les extraterrestres est expliqué par les ufosceptiques par le syndrome des faux souvenirs suscité par l'hypnose prétendument régressive, ainsi que par le fait que Betty Hill avait une personnalité encline à l'imagination.
- 1964
  - 24 avril : à Socorro au Nouveau-Mexique, un policier déclare avoir observé un engin ovoïde avec deux petits hommes en combinaison blanche. Après enquête, Philip J. Klass conclut qu'il s'agit d'un faux[C'est-à-dire ?].
- 1965
  - 1er juillet : à Valensole (Alpes-de-Haute-Provence), un agriculteur affirme avoir observé un ovni et deux êtres humanoïdes. Ces affirmations d'une rencontre rapprochée ont été réfutées par Dominique Caudron[4].
  - 3 juillet : sur l'île de la Déception, plusieurs techniciens militaires font état d'un énorme ovni en forme de disque. Les appareils de mesure sont perturbés. Des photos sont prises.
  - 9 décembre : Incident de Kecksburg en Pennsylvanie, observations en masse de l'écrasement au sol d'un ovni suivies d'une intervention de l'armée de terre américaine sur le site de l'évènement.
- 1966
  - Des témoins décrivent une créature ailée, l'Homme-papillon, apparue à Point Pleasant dans l'Ouest de la Virginie. Les sceptiques expliquent ces témoignages par des méprises avec des oiseaux, particulièrement des grues.
- 1967
  - 20 mai : incident du lac Falcon (Canada), un témoin observe un ovni ayant la forme d'un disque de dix mètres de diamètre. Il est gravement brûlé par un souffle chaud alors qu'il tente de toucher l'engin.
  - 29 août : deux jeunes frères et sœurs habitant Cussac dans le Cantal, auraient été les témoins privilégiés d'une rencontre rapprochée avec un ovni et ses occupants (RR3). On appelle cet évènement la rencontre de Cussac.
  - 4 octobre : incident de Shag Harbour (Nouvelle-Écosse), vers 23 h, un objet chute dans le port de Shag Harbour, reste quelques minutes en surface puis plonge sous les eaux.
- 1968
  - Un colloque sur les ovnis est organisé dans le cadre de l'Association américaine pour le progrès des sciences par les astronomes Carl Sagan et Thornton Page.
  - La Chambre des représentants des États-Unis organise des auditions en juillet 1968 pour le symposium sur les ovnis[5],[6].
- 1969
  - Observation d'un ovni par Jimmy Carter ; cette observation a été expliquée par le sceptique Robert Sheaffer, membre du Committee for Skeptical Inquiry : il s'agirait d'une méprise avec Vénus.

#### Années 1970
- 1971
  - Traces au sol de Delphos, un ovni laisse une empreinte sombre[7].
- 1973
  - Enlèvement de Pascagoula, récit d'une prétendue abduction extraterrestre.
- 1974
  - 4 juillet : par la FOIA (Freedom Of Information Act), le gouvernement américain autorise la déclassification de plus de 30 000 documents gouvernementaux se rapportant aux ovnis, dont certains documents classifiés « top secret ».
- 1975
  - 31 juillet : près de Loxton, un témoin signale la présence au sol d'un ovni accompagné d'un bourdonnement et aperçoit quatre extraterrestres. L'engin décolle dans une lumière intense avant de disparaitre. L'enquête permet de mettre en évidence au sol des traces d'une poudre grise d'origine inconnue.
  - Du 5 au 10 novembre : Abduction de Travis Walton, un homme disparu pendant cinq jours, revient avec l'histoire d'un enlèvement. Il écrit un livre qui fait l'objet d'une adaptation cinématographique. Selon Philip Klass, cet enlèvement n'était qu'une mise en scène imaginée par l'employeur de Travis Walton, Michael Rogers, qui se trouvait dans l'impossibilité d'honorer le contrat pour lequel il s'était engagé. La date butoir approchait et il lui restait encore plusieurs hectares à éclaircir. Comme aux États-Unis un contrat peut être dénoncé si le travail s'effectue dans des conditions de sécurité inacceptables, le prétendu enlèvement fournissait à Michael Rogers un motif légal pour rompre son contrat[8].
- 1976
  - Nuit du 22 juin : observation des Îles Canaries, des phénomènes lumineux étranges sont observés par des centaines de témoins (dont des militaires). L'armée espagnole enquête et ne trouve aucune explication rationnelle.
  - 20 août : L'enlèvement d'Allagash, quatre hommes (Jack & Jim Weiner, Chuck Rak, Charlie Foltz) font du camping près du lac d'Allagash dans le Maine (comté d'Aroostook) quand ils sont enlevés. Ils racontèrent leur histoire après une séance de régression d'hypnose.
  - Nuit du 18 au 19 septembre a lieu l'incident de Téhéran en Iran : deux chasseurs déclarent poursuivre un objet en forme de grosse étoile lumineuse. Selon les sceptiques, ce cas trouve une explication dans le fait que les pilotes iraniens étaient inexpérimentés, manquaient de formation, et n'avaient que très rarement effectué des missions d'interception de nuit. L'officier de service de la base aérienne fait établir un contrôle radar qui s'avère négatif. Le soir de l'incident, Jupiter était à son maximum et visible dans le ciel de Téhéran. La « réaction de l'objet », qui parait s'éloigner lorsque le pilote s'approche, s'explique par la très grande distance entre une planète et l'avion de chasse.
- 1977
  - Les organismes américains, dont le FBI, la CIA, la NSA, l'OSI, le DoD, l'USAF, etc., commencent à rendre publics certains de leurs dossiers.
  - L'Affaire de Colares (en) sur une petite ile du Brésil : pendant des mois, l'île et la région du delta de l'Amazone reçoivent la visite d'ovnis. Des habitants de l'île disent avoir été blessés par des rayons dirigés sur eux. L'Armée de l'Air intervient et une enquête est ouverte (Operação Prato)[9].
- 1978
  - Abduction d'Emilcin : un homme à Emilcin en Pologne est enlevé par « les gris ».
  - 21 octobre : Le cas Valentich, un pilote australien observe un ovni qui disparaît sans laisser de traces.
  - 21 et 31 décembre : En Nouvelle-Zélande, les lumières de Kaikōura sont aperçues par deux pilotes et plusieurs journalistes. Le radar enregistre le phénomène, lequel est aussi filmé à plusieurs reprises avant de disparaître.
- 1979
  - La controverse entre les « nouveaux ufologues » et les « orthodoxes » se radicalise, alors que les ufologues américains se passionnent pour les histoires de crashes d'ovnis.
  - 27 août : Incident de Marshall County, un shérif remarque une lumière mystérieuse qui vient percuter son véhicule.
  - 11 novembre : Incident de Manises

#### Années 1980
- 1980
  - juillet 1980 : publication du livre de Charles Berlitz et William L. Moore, The Roswell Incident (Grosset & Dunlap, 1980). Ce livre lance « l'affaire de Roswell », qui réunit différents récits. D'une part le récit de la découverte de débris non identifiés en 1947 dans un champ non loin de Roswell, Nouveau Mexique, et d'autre part, le récit de seconde main obtenu par un ufologue, Stanton Friedman, a propos de la découverte supposée d'une soucoupe volante et des corps de ses pilotes à 150 km environ de Roswell. L'histoire de la découverte des débris avait fait l'objet d'articles de presse au cours de l'été 1947. La base de Roswell avait alors déclaré avoir récupéré l'épave d'un « flying disk », avant d'expliquer quelques heures plus tard qu'il s'agissait en fait des restes d'un ballon-sonde. L'histoire avait alors disparu des médias et de la mémoire des gens sans déclencher la moindre polémique publique (c'est pour cela qu'il est particulièrement problématique de placer cette histoire en 1947 dans les chronologies consacrées à l'histoire de l'ufologie, car il n'existe aucun débat sur ces débris avant 1980). L'histoire de la découverte de la soucoupe et de ses pilotes n'a jamais été évoquée en 1947. Friedman l'a recueillie auprès d'un couple venu assister à une de ses conférences fin 1978. Ce couple a expliqué avoir appris cette histoire par un de leurs amis, un ingénieur décédé une dizaine d'années plus tôt, qui aurait été l'acteur de l'événement. C'est la réunion de ces deux histoires qui composent le cœur de ce qu'on appelle l'affaire de Roswell. Stanton Friedman et William Moore supposent que ces deux histoires, ainsi que d'autres éléments qu'ils associent également à ces deux récits, renvoient à une seule et même affaire qui fait donc l'objet du livre The Roswell Incident. Le livre passe relativement inaperçu lors de sa publication mais à partir de 1987, il revient sur le devant de la scène aux États-Unis à la suite de la publication de documents prétendument secrets du gouvernement, les documents dits du Majestic 12 (MJ-12). En 1994, l'affaire rebondit à nouveau lorsque le GAO (General Accounting Office) demande à l'armée de l'air de dire ce qu'elle sait sur cette affaire. L'US Air Force avoue alors que les débris découverts en 1947 n'étaient pas ceux d'un ballon-sonde mais qu'il se serait agi des restes d'un ballon-espion ultra-secret lancé dans le cadre du projet Mogul (ballon-sonde servant à repérer d'éventuels essais de bombes atomiques testés par les Soviétiques en détectant les ondes de choc de cette ou ces explosion(s) dans la haute atmosphère). Il faut préciser que cette explication donnée par le Pentagone avait déjà été présentée par certains ufologues dès 1980 lorsqu'ils avaient découvert des documents du FBI liés à la découverte des débris en 1947. Le FBI avait alors appris que ces débris renvoyaient à des essais secrets de l'armée (évidemment, ces documents sont demeurés classifiés jusqu'à leur déclassification à partir de 1976). En 1993, un ufologue américain, Karl Pflock a publié un rapport sous l'égide du Fund for UFO Research, dans lequel il a présenté à nouveau et étayé cette explication. Néanmoins cette explication n'a pas convaincu tous les ufologues et un débat s'est engagé à son sujet. En 1995, l'affaire de Roswell est relancée une fois de plus lorsqu'un producteur anglais diffuse la vidéo d'une prétendue autopsie d'un des extraterrestres prétendument tombés à Roswell. Cette nouvelle histoire contribue à internationaliser le débat sur cette histoire jusque-là limitée aux États-Unis (le public français, par exemple, découvre cette affaire de Roswell en 1995 lors de la diffusion de ces images par l'hebdomadaire VSD et par le journaliste français Jacques Pradel). Enfin, cette affaire de Roswell rebondit encore en 1997 lorsque l'armée de l'air américaine rend public un second rapport expliquant que les récits de découverte de cadavres de pilotes renvoient probablement à la découverte fortuite par des civils de restes de mannequins utilisés par l'armée dans le cadre de crash tests effectués au cours des années 1950. La publication de ce rapport a eu une conséquence inattendue. C'est à partir de ce moment que les médias ont commencé à associer l'anniversaire du début des soucoupes volantes, liées à la diffusion de l'observation de Kenneth Arnold, et l'affaire de Roswell inconnue entre 1947 et 1980. Depuis cette date, l'immense majorité des compte rendu de l'histoire des ovnis évoquent cette affaire de Roswell au moment de décrire les débats de l'été 1947 alors que cette histoire n'a suscité alors aucun débat, ni par la suite au cours des trente années qui ont suivi. C'est donc à partir de 1980 seulement que les divers moments de cette affaire ont rythmé une polémique qui dure toujours sur la nature des débris découverts en 1947 et sur la validité des témoignages qui se sont accumulés par la suite[10].
  - 26 et 28 décembre : l'incident de Rendlesham en Grande-Bretagne, plusieurs militaires américains observent différents phénomènes dans les alentours de la base de Bentwaters.
  - 29 décembre : affaire Cash-Landrum (Texas), une étrange observation accompagnée de traces physiques sur trois témoins gravement irradiés.
- 1981
  - 8 janvier : le cas de Trans-en-Provence (Var), dans lequel des traces et des dépôts métalliques sont analysés par le GEPAN et l'INRA, instituts qui constatent aussi un stress des plantes alentour. D'autres enquêtes révèlent que l'affaire est une légende urbaine[11].
- 1983 :
  - Des documents dits « du MJ-12 » et concernant un programme ultra-secret d'étude des ovnis après Roswell sont divulgués. Cependant ils se révèlent faux.
- 1984
  - Vague d'observations au nord de New York dans la vallée de l'Hudson.
- 1986
  - L'incident de Height 611, un écrasement d'ovni supposé à Dalnegorsk, en URSS, suivi par un atterrissage supposé en 1989.
  - 17 novembre : incident de Denali. Au-dessus de fort Yukon en Alaska, un avion cargo japonais est suivi par des objets émettant des lumières vertes et intenses. Un de ces ovnis est immense, ce qui est confirmé par le radar.
- 1989 :
  - Début de la vague belge d'ovnis en Belgique.
  - Traces dans un champ de lavandin à Valensole (France, Alpes-de-Haute-Provence). Enquête de gendarmerie.
  - 27 septembre : observation d'un ovni et d'une créature extraterrestre à Voronej en Russie.
  - 20 novembre : observation d'un ovni dans le petit village de Sainte-Marie-de-Monnoir (devenu Marieville), au Québec. L'engin en question aurait laissé des traces bien visibles sur le sol, qui aurait d'ailleurs été analysé. Un cercle d'herbe bien verte était visible au cœur d'un emplacement où le reste de l'herbe était jaune. Ce cas est devenu l'un des cas les plus célèbres au Canada[12].

#### Années 1990
Le monde des ufologues se divise entre différents courants préoccupés par la thèse du « Watergate cosmique », les théories sur Roswell, le grand complot contre la vérité, les théories politiques ou agnostiques.
- 1990 :
  - 5 novembre : La France est survolée d'ouest en est par une flottille d'ovnis. Ce phénomène est expliqué par une rentrée atmosphérique mais cette version est contestée par certains ufologues.
  - 7 novembre : Un phénomène lumineux insolite se produit à Montréal, au Canada. Un imposant engin lumineux semble survoler la place Bonaventure avant de s'immobiliser au-dessus de l'hôtel Hilton. Cet évènement fait la une des journaux et est l'objet de nombreux débats[13].
- 1994
  - À la suite de la demande du Congrès, l'armée de l'air des États-Unis publie son 1er rapport sur Roswell, dans lequel elle révèle qu'il s'agissait d'un ballon secret.
  - Le 16 septembre, un ou des O.V.N.I. et leur(s) occupant(s) auraient été observés à l'extérieur de Ruwa au Zimbabwe par soixante-deux élèves d'une école.
- 1995
  - Des émissions télévisées diffusent dans plusieurs pays, un « film d'époque » de l'autopsie d'un prétendu extraterrestre tombé à Roswell. En fait il s'agit d'un énorme canular particulièrement bien réalisé.
  - Début d'Internet. De nombreux sites et forums de discussion apparaissent et se spécialisent.
- 1996
  - L'incident de Varginha, observations multiples de créatures étranges au Minas Gerais, au Brésil.
- 1997
  - L'armée de l'air des États-Unis publie son second rapport sur Roswell, dans lequel elle révèle que les prétendues créatures étaient des mannequins.
  - Des groupes d'ufologues commencent à se consacrer à l'histoire des ovnis – « Project 1947 » (aux États-Unis) – et à la conservation des archives avec la création, en 1990, en France, du SCEAU/Archives OVNI (Sauvegarde, conservation des études et archives ufologiques).
  - 13 mars : Les Lumières de Phoenix, formation triangulaire de lumières survolant l'État de l'Arizona et lumières stationnaires au-dessus de la ville de Phoenix.

#### Années 2000
| Date             | Nom                                     | Ville                                       | Pays                      | Description | Sources | Système de classification de Hynek |
| ---------------- | --------------------------------------- | ------------------------------------------- | ------------------------- | --- | ------- | ---------------------------------- |
| Novembre 2003    | Observation d'un ovni                   | Froideville dans le canton de Vaud          | Suisse                    | Des habitants voient un ovni en forme de ballon de rugby qui ronronne et se déplace verticalement, entraînant des perturbations électriques, faisant vibrer les fenêtres des maisons, un enfant a même été poursuivi… Cette affaire a fait la une des journaux locaux. | [ 14 ]  |                                    |
| 05 mars 2004     | Observation de Campeche                 | Campeche                                    | Mexique                   | Une patrouille de l'air mexicaine détecte des ovnis sur une caméra infrarouge mais ne les observe pas à l'œil nu. Ce cas fut par la suite expliqué (entre autres par le Capitaine Alejandro Franz) comme ayant été produit par des torchères de puits de pétrole (qui émettent une forte chaleur, détectée par la caméra infrarouge à la distance donnée, mais non visible à l'œil nu). |         |                                    |
| 14 novembre 2004 | Incident du Nimitz                      | Au large de San Diego                       | États-Unis                | Un ovni est détecté par le radar du navire de guerre USS Princeton. Des avions de chasse décollent du porte-avions USS Nimitz pour intercepter l'objet. Les pilotes tombent nez à nez avec un aéronef blanc sans ailes en forme de « Tic Tac » d'une quinzaine de mètres de long, capable de vol stationnaire comme de manœuvres « défiant la physique ». L'ovni joue alors avec les avions à proximité avant de partir dans une accélération fulgurante. Une vidéo de l'objet prise par la caméra infrarouge d'un des chasseurs est diffusée en décembre 2017, en même temps que la reconnaissance de l'incident par le Pentagone. | [ 15 ]  | RV                                 |
| 23 avril 2007    | Affaire des ovnis de Guernesey          | Guernesey                                   | Royaume-Uni               | Observation aérienne, par deux avions de ligne distincts, de deux objets inconnus. |         |                                    |
| 20 mai 2007      | Observation d'ovnis                     | Lima                                        | Pérou                     | Des milliers de personnes sont témoins d'une observation massive de points blancs dans le ciel et présentant des caractéristiques de vol très étonnantes. Observation relatée en direct par les médias Toutefois, la version retenue est celle d'un lâcher de ballons depuis le parc No Mataras pour réclamer la libération de Luis Guillermo, otage détenu depuis 37 jours. | ,       |                                    |
| 19 janvier 2009  | Observation d'un ovni                   | Stuttgart                                   | Allemagne                 | Un ovni apparaît sur les radars au-dessus de l’aéroport de Stuttgart. Le mystérieux objet est observé volant à grande vitesse au-dessus de tout le territoire allemand avant d’être détecté par les contrôleurs aériens. Des avions de l’armée de l’air allemande sont mis en alerte et des douzaines de rapports d’observation sont envoyés alors que l’objet survole le sud de l’Allemagne, passant au-dessus de plusieurs aéroports, déclenchant de nombreuses alertes. Il finit par disparaitre au-dessus de Grafenwöhr, une zone utilisée par les troupes américaines pour des exercices d’entraînement.                       | [ 18 ]  |                                    |
| 20 août 2009     | Observation d'ovnis                     | Province du Shandong                        | Chine                     | Selon le site Sina.com, des ovnis auraient survolé trois heures durant cinq localités de la province. | [ 19 ]  |                                    |
| Décembre 2009    | Anomalie spiralaire norvégienne de 2009 | Comté de Trøndelag et Nord-Norge ; Norrland | Norvège, nord de la Suède | Un phénomène lumineux en forme de spirale est observé par de nombreux témoins. | [ 20 ]  |                                    |

#### Années 2010
- Le 12 avril 2011, le FBI a mis en ligne plus de deux mille documents déclassifiés sur des sujets divers comme la menace communiste, les attentats du 11 septembre 2001 ou encore sur les extraterrestres. Cela représente des centaines de pages sur les efforts du FBI, dans les années 1940 et 1950, pour rassembler des documents sur l’existence possible d’extraterrestres[21],[22].

| Date                          | Nom                                      | Ville                                                  | Pays           | Description | Sources | Système de classification de Hynek |
| ----------------------------- | ---------------------------------------- | ------------------------------------------------------ | -------------- | --- | ------- | ---------------------------------- |
| 21 janvier 2010               | Incident de Harbour Mille                | Harbour Mille, Terre-Neuve-et-Labrador                 | Canada         | Au moins trois ovnis ont été observés sur Harbour Mille. Ils ressemblaient à des missiles mais étaient silencieux. | [ 23 ]  | 1                                  |
| 07 juillet 2010               | Observation d'un ovni à Hangzou          | Hangzhou                                               | Chine          | Un ovni a été observé au-dessus de l'aéroport international de Hangzhou Xiaoshan à 21 heures, restant immobile dans le ciel pendant près d'une heure. L'aéroport a alors été fermé. | [ 24 ]  | 1                                  |
| 21 juillet 2010               | Observation de Booysens                  | Pretoria                                               | Afrique du Sud | Des habitants de Booysens, Prétoria, ont observé un triangle de lumières intenses dans le ciel pendant deux heures. | [ 25 ]  | 1                                  |
| 23 octobre 2010               | Francis E. Warren Air Force Base         | Wyoming                                                | États-Unis     | Une observation d'ovnis qui coïncide avec le démantèlement de 50 missiles nucléaires. | [ 26 ]  | 1, 2                               |
| 28 janvier 2011               | Jerusalem Dome of the Rock UFO incident  | Jérusalem                                              | Israël         | Cet incident a plus tard été identifié comme étant un canular | ,       | 0                                  |
| 20 février 2011               | Observation d'ovni à Vancouver           | Vancouver                                              | États-Unis     | Des lumières violettes et rouges clignotantes sont observées dans le ciel le soir : un canular révélé par le propriétaire chinois d'un grand cerf-volant. | [ 29 ]  | 0                                  |
| 2011-05-11                    | Observation de Tierpoort                 | Pretoria                                               | Afrique du Sud | Des lumières silencieuses et orange avec une luminosité constante ont été observées près de Pretoria (une vingtaine d'objets). Le 15 juin, sept de ces objets ont été observés et certains ont été photographiés traversant le ciel au-dessus de Tierpoort. | ,       | 1                                  |
| 04 juin 2014                  | Kensington                               | Kensington (Île-du-Prince-Édouard)                     | Canada         | En éteignant un feu de joie tard dans la soirée du 4 juin 2014, John Sheppard a vu des lumières inhabituelles dans le ciel du golfe du Saint-Laurent et a capturé 22 minutes de cette scène sur son téléphone portable. Après avoir signalé l'incident au MUFON qui a confirmé l'observation, CBC a couvert l'événement. Le lendemain, CBC a publié un article dans lequel une série d'explications alternatives ont été présentées. | ,       | 0                                  |
| 11 août 2014                  | Observation massive à Houston            | Houston, Texas                                         | États-Unis     | De nombreux habitants de Houston, au Texas ont vu un anneau de lumières, volant pendant un orage et cet évènement a été filmé. L'objet semblait être transparent, mais des lumières étaient disposées en cercle avec une lumière centrale visible sur certaines photos. | ,       | 1                                  |
| 03 octobre 2014               | Observation d'ovnis dans le Colorado     | Breckenridge                                           | États-Unis     | La police de Breckenridge a reçu de nombreux témoignages de visions d'ovnis sur la ville. Les objets sont restés stationnaires pendant 15 minutes puis une lumière vive est apparue et ils ont disparu derrière la montagne. | [ 37 ]  | 1                                  |
| 11 novembre 2014              | Observation depuis un avion              | Elbourz                                                | Iran           | Des passagers d'un avion aperçoivent un ovni lors de leur vol au-dessus de l'Iran. Selon le Daily Mail, « l'explication la plus plausible est cette d'un drone militaire iranien ». | [ 38 ]  | 1                                  |
| 14 novembre 2014              | Observation depuis hélicoptère           | à l'ouest de Santiago                                  | Chili          | Observation d'OVNI le 14 novembre 2014 par la Marine chilienne non expliquée à ce jour. | [ 39 ]  | ?                                  |
| entre l'été 2014 et mars 2015 | Observation depuis des avions de la Navy | le long de la côte Est entre la Floride et la Virginie | États-Unis     | Multiples observations d'ovnis entre l'été 2014 et mars 2015 au large de la côte est des États-Unis par des pilotes de l'US Navy. | [ 40 ]  | ?                                  |
| 25 juin 2015                  | Observation de Kanpur                    | Kanpur                                                 | Inde           | Un écolier a affirmé avoir photographié un ovni. | ,       | 1                                  |
| 28 novembre 2015              | Observation d'un ovni à Gorakhpur        | Gorakhpur                                              | Inde           | Probablement un canular. | ,       | 1                                  |

### Chronologie des commissions d'enquête officielles
- 1947
  - 23 septembre : Estimate of the Situation (« Estimation de la situation ») est le nom d'un rapport du Projet Sign, projet scientifique d'étude des ovni créé par l'US Air Force. Il existe une version officielle publiée par le Pentagone, le 10 décembre 1948[47] et un rapport secret antérieur, non officiel, rédigé en 1948 par le personnel du projet Sign et rendu public en 1956. Dans le rapport secret, les scientifiques de Sign expliquent en quoi l'hypothèse extraterrestre est, selon eux, la plus plausible pour expliquer la nature des ovnis les plus mystérieux, avant que le document ne soit rejeté et détruit en 1960. Le rapport officiel du Pentagone indique que les ovnis étaient « soit non réels, soit issus d'une technologie inconnue en provenance de l'URSS »[48].
- 1949
  - Le « projet Sign » est remplacé par le « projet Grudge ».
- 1952
  - Le projet Grudge est dissous et remplacé par le projet Livre Bleu, véritable étude scientifique, dirigé par le capitaine Edward J. Ruppelt.
- 1968
  - Le physicien Edward Condon de l'université du Colorado est missionné par l'armée américaine pour étudier le phénomène des ovnis. Après trois années d'étude, son rapport conclura à l'absence d'intérêt scientifique et à l'absence de preuves de l'existence d'engins extraterrestres. L'astronome J. Allen Hynek, directeur de l'« observatoire Lindheimer » de l'université Northwestern et conseiller technique de l'US Air Force, intervient dans le débat pour dénoncer la campagne de mépris des scientifiques envers l'opinion publique. Une vaste campagne de presse se développe contre la campagne de dénigrement systématique des scientifiques. Cette campagne de presse est appuyée par les politiciens locaux, dont le futur président Gerald Ford.
  - L'armée américaine valide les conclusions du rapport Condon.
- 1969
  - Le projet Livre Bleu (Blue Book) est officiellement clos.
- 1977
  - Sous l'impulsion de Claude Poher, le CNES crée le premier organisme scientifique officiel française d'étude des ovnis : le GEPAN (Groupe d'étude des phénomènes aérospatiaux non identifiés), alors que l'IHEDN (Institut des hautes études de défense nationale) rédige un rapport recommandant l'étude des ovnis. Le GEPAN est favorable à l'idée qu'il s'agirait de « machines volantes d'origine inconnue »
- 1983
  - En France, les activités du GEPAN sont désormais réduites au minimum.
- 1987
  - Le GEPAN est finalement dissous et remplacé par le SEPRA (Service d'expertise des rentrées atmosphériques), sous la direction de Jean-Jacques Velasco.
- 2004
  - En France, le SEPRA est englobé dans le CNES.
- 2005
  - En France, le CNES crée le GEIPAN (Groupe d'études et d'information sur les phénomènes aérospatiaux non identifiés).
- 2007
  - En France, le GEIPAN met en ligne ses archives relatives aux PAN (phénomènes aérospatiaux non identifiés).
- 2019
  - L'US Navy a reconnu que l'armée enquêtait sur certaines vidéos filmées par des avions de chasse : on y voit des formes lumineuses se déplaçant à grande vitesse[49].

### Création de groupements ufologiques et de revues consacrées au sujet
- 1951 : En France, le juriste Marc Thirouin fonde le bulletin Ouranos consacré aux soucoupes volantes[50].
- 1952 : L'Américaine Coral Lorenzen fonde l'APRO (« Aerial Phenomena Research Organization »).
- 1954 : La revue « Flying Saucer Review » est créée en Grande-Bretagne.
- 1955 : Les associations AMI (Association mondialiste interplanétaire) et la LAA (Ligue anti atomique) ainsi que le journal Le Courrier interplanétaire (1955-1967) sont créés par l'ufologue franco-suisse Alfred Nahon.
- 1956 : Le NICAP (« National Investigation Committee on Aerial Phenomena ») est créé aux États-Unis; dirigé par Donald E. Keyhoe, il devient rapidement un véritable lobby pro-ovni, lançant une importante campagne auprès du Congrès américain pour obtenir l'ouverture d'une enquête sur le phénomène des ovnis.
- 1958 : La revue Lumières dans la nuit (LDLN) est fondée en France par Raymond Veillith au Chambon-sur-Lignon dans la Haute-Loire. Cette revue aborde l'ufologie mais aussi des domaines comme l'agriculture biologique, le végétarisme, la théologie. De 1985 à 2014, son rédacteur en chef est Joël Mesnard.
- 1961 : création par Louis Pauwels et Jacques Bergier de la revue Planète, qui accorde une place importante au phénomène ovni.
- 1962 : À Paris, fondation du GEPA (Groupe d'étude des phénomènes aériens) par des scientifiques ayant pour ambition d'étudier rationnellement ce phénomène.
- 1973 : Hynek fonde le CUFOS, une association scientifique internationale d'étude des ovnis qui absorbe le Collège Invisible.
- 1976 : Le Committee for Skeptical Inquiry (au début Committee for the Scientific Investigation of Claims of the Paranormal ou CSICOP), organisation américaine, est fondé par le philosophe Paul Kurtz et est consacré à la critique des phénomènes « paranormaux » ou de disciplines qu'il juge pseudo-scientifiques comme l'ufologie, la parapsychologie, la cryptozoologie ou encore l'homéopathie. Il s'agit d'une des organisations les plus importantes du mouvement sceptique contemporain, avec la Skeptics Society. Il a compté des membres aussi éminents que Carl Sagan, Isaac Asimov, James Randi, Martin Gardner. Il publie régulièrement un journal, le Skeptical Inquirer (« l'enquêteur sceptique »). Une commission, qui comprend Robert Sheaffer (ou encore Philip J. Klass de son vivant), se penche sur le phénomène ovni.
- 2005 : Châlons-en-Champagne, dans le département de La Marne, accueille les 14, 15 et 16 octobre "Les premières rencontres ufologiques européennes". Une manifestation organisée au parc des expositions, à l'initiative de Gérard Lebat, instigateur des "Repas Urologiques", président du GEOS France et d'Alain Blanchard, de l'association "OVNI-Marne". Des scientifiques, auteurs, chercheurs et enquêteurs, venus notamment de Belgique, d'Italie, de Grande-Bretagne, d'Allemagne et du Danemark viennent à la rencontre du public et présentent les résultats de leurs travaux.

### Commentaires faits sur le sujet
- 1950 : Dans un article paru en janvier du magazine True, le journaliste et ex-marine Donald E. Keyhoe suggère que les soucoupes volantes sont d'origine extraterrestre.
- 1951 : L'astronome Evry Schatzman commence à publier une série d'articles dénonçant comme obscurantiste la croyance aux ovnis[51].
- 1966 : James McDonald (en), professeur de météorologie à l'université d'Arizona, déclare au cours de conférences publiques que certains ovnis pourraient bien être des engins d'origine extraterrestre. Sa position sur le sujet provoque des oppositions à l'époque[52].
- 1978 : Des sociologues, comme le Français Bertrand Méheust et l'Américain Ron Westrum (en), proposent des analyses non réductionnistes du phénomène des ovnis.
- 1997 : La conférence de Pocantico conclut qu'il y a certainement des phénomènes d'origine différente, qu'il n'y a aucune preuve d'intervention extraterrestre, que les ovnis n'ont pas fait progresser la connaissance scientifique, qu'on n'a pas découvert de preuve crédible d'une violation des lois naturelles connues et que la plupart des recherches sur les ovnis n'ont pas le niveau de rigueur exigé par la communauté scientifique.

### Publications consacrées au sujet
- 1950 Donald E. Keyhoe publie The Flying Saucers are Real.
- 1950 Frank Scully (en) publie Behind The Flying Saucers.
- 1953 Le Mexicain Salvador Villanueva publie son livre Yo estuve en el planeta Venus.
- 1953 L'astronome américain Donald Menzel publie son livre Flying Saucers, dans lequel il explique l'apparition de soucoupes volantes par de simples phénomènes météorologiques.
- 1954 L'écrivain de science-fiction Jimmy Guieu publie Les Soucoupes volantes viennent d'un autre monde au Fleuve Noir.
- 1956 Gray Barker publie son livre They Knew Too Much About Flying Saucers, premier livre consacré aux Men in Black.
- 1956 En France, Aimé Michel, ufologue français, publie Lueurs sur les soucoupes volantes.
- 1956 L'écrivain de science-fiction et ufologue français Jimmy Guieu publie Black-out sur les Soucoupes Volantes au Fleuve Noir, ouvrage consacré essentiellement à la vague de 1954, en France et en Europe.
- 1957 Leonard Cramp publie Space Gravity & The Flying Saucer, avec en couverture la célèbre photographie de George Adamski.
- 1958 Aimé Michel publie À propos des soucoupes volantes - Mystérieux objets célestes.
- 1966 Jacques Vallée, jeune astronome et informaticien français qui travaille avec J. Allen Hynek, publie Anatomy of a Phenomenon et Challenge to Science, créant le premier système de classification des observations d'ovnis. Il l'améliorera en 1990.
- 1967 Brad Steiger, pseudonyme de Brad Olson, publie Flying Saucers are Hostile, coécrit avec Joan Whritenour.
- 1968 Philip J. Klass publie UFOs — Identified, aux éditions Random House.

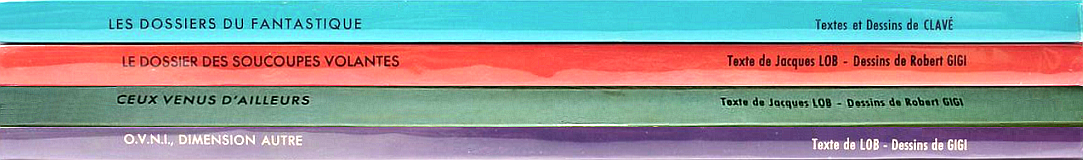
La trilogie en bandes dessinées du Dossier des Soucoupes volantes, de Jacques Lob et Robert Gigi, aux éditions Dargaud (1969 à 1975).

- 1969 Les éditions Bantam Book publient Scientific Study of Unidentified Flying Objects, la seule véritable étude scientifique consacrée au sujet, dirigée par Edward Condon, et qui conclut à l'absence de phénomène original, les témoignages se ramenant à des méprises, des erreurs de perception et des canulars.
- 1970 Le Comité Belge d'Etude des Phénomènes Spatiaux (COBEPS), association belge d'étude du phénomène ovni, publie deux volumes très circonstanciés sur la vague belge.
- 1974 Philip J. Klass publie UFOs Explained aux éditions Random House.
- 1976 John A. Keel publie The Mothman Prophecies.
- 1977 Michel Monnerie publie Et si les ovnis n'existaient pas et est à l'origine d'un courant sceptique appelé la « Nouvelle Ufologie ».
- 1980 Les ufologues Charles Berlitz et William Moore (en) publient le premier livre consacré à l'affaire de Roswell.
- 1980 L'écrivain Jimmy Guieu publie Contacts ovni Cergy-Pontoise, un livre écrit en collaboration à propos de l'affaire de l'enlèvement de Cergy-Pontoise en 1979.
- 1980 Le futur nous observe de Luc Mary, ouvrage dont l'auteur avance une nouvelle théorie pour expliquer le phénomène ovni. Baptisée la « chrononautique » (voyage dans le temps), cette théorie prétend que les « soucoupes volantes » seraient des manifestations venues du futur (l'auteur reprend cette explication dans Le Temps manipulé, ouvrage publié en 1996 chez Lanore).
- 1983 Philip J. Klass publie UFOs: The Public Deceived aux éditions Prometheus Books
- 1989 Philip J. Klass publie UFO Abductions: A Dangerous Game aux éditions Prometheus Books
- 1990 Kevin D. Randle (en) publie UFO Crash At Roswell, livre qui va relancer la polémique sur le crash de Roswell.
- 1997 Philip J. Klass publie The Real Roswell Crashed-saucer Coverup aux éditions Prometheus Books.
- 1999 Publication du rapport privé Rapport COMETA sur les ovnis qui est remis à Jacques Chirac et Lionel Jospin.
- 2005 Le journaliste Guy Capet publie aux éditions Dominique Guéniot à Langres (52) : OVNI en Champagne-Ardenne : témoignages sur les "soucoupes volantes", à l'occasion des "Premières rencontres ufologiques européennes de Châlons-en-Champagne.
- 2023 Publication de l'ouvrage sociologique La question des Ovnis en Afrique Centrale de l'auteur franco-gabonais Jann Halexander.

### Films en rapport avec le sujet
- 1951 : Les studios de cinéma sortent plusieurs films, dont Le Jour où la Terre s'arrêta (The Day the Earth Stood Still) et La Chose d'un autre monde (The Thing).
- 1953 : Le 26 août, sortie du film La Guerre des mondes, réalisé par Byron Haskin.
- 1957 : Le film Invasion of The Saucer Men reprend le thème des petits hommes verts.
- 1978 : sortie du film Rencontres du 3e type, réalisé par Steven Spielberg, le tout premier film traitant de l'ufologie et de sa pratique.
- 1996 : Sortie de The Arrival, avec Charlie Sheen, réalisé par David Twohy.
- 1996 : Sortie de Independance Day, réalisé par Roland Emmerich, Avec Will Smith.
- 1997 : Sortie du film Contact, réalisé par Robert Zemeckis, avec Jodie Foster dans le rôle principal.
- 2002 : Sortie de Signes avec Mel Gibson.
- 2005 : Sortie de La guerre des Mondes, réalisé par Stevent Spielberg, avec Tom Cruise.
- 2013 : Sortie de Dark Skies, réalisé par Scott Charles Stewart, avec Keri Russell et J.K Simmons
- 2016 : Sortie de Premier contact, avec Amy Adams, réalisé par Denis Villeneuve.

### Séries télévisées en rapport avec le sujet
- 1967 Début de la série télévisée Les Envahisseurs.
- 1993 Début de la célèbre série X-Files qui va mondialement populariser tous les thèmes ufologiques et la théorie du complot international pour « cacher la vérité ».
- 2021 Début de la série OVNI(s), dont l'action se déroule au CNES des années 60 qui durera deux saisons.